# Eden (Akino Arai)
Eden (エデン?) è il settimo album ufficiale di Akino Arai pubblicato nel 2004, tre anni dopo l'ultimo album in studio, Kouseki Radio.

## Il disco
Pubblicato nel 2004, Eden è il settimo album ufficiale di Akino Arai. Composto da 13 tracce j-pop suddivise in classiche ballate e canzoni che fanno largo uso di campionature elettroniche, Eden mantiene lo stile dolce e raffinato dei lavori precedenti della cantautrice nipponica. Nonostante diverse canzoni abbiano un titolo in lingua inglese, i testi sono in giapponese (fatta eccezione per il ritornello, ad esempio in Roundabout Drive o New World).
L'album si apre con New World, canzone dal ritmo dinamico e incalzante dalle sfumature prettamente pop, per poi passare ad un'atmosfera eterea e nostalgica con la terza traccia Ruby no Tsuki Hisui no Umi in cui il sussurro della cantante è affiancato da leggeri archi. Pool introduce le prime partiture esclusivamente elettroniche con loop continui di varie campionature. Si passa quindi all'onirica N. Y. il cui ritornello è costruito sull'intrecciarsi della voce della cantautrice con un sottofondo di pianoforte e suoni eseguiti al contrario.
Pansy reintroduce un sound elettronico persistente e un andamento più veloce, che viene subito smorzato dalla lenta ballata Rain Forest (chitarra, basso e pianoforte). L'inglese ritorna nel ritornello di Kamisama no Gogo, mentre Tune riprende l'andamento e le sonorità di Rain Forest. A chiudere l'opera infine ci pensa Suna no Kishibe, canzone che riassume lo stile generale dell'intero album, partendo con leggere strofe sussurrate per evolversi in un ritornello di maggiore carattere, in cui la batteria torna a farsi sentire con forza.

## Tracce
1. New World
2. 虹色の惑星 Nijiiro no Wakusei
3. ルビーの月 ヒスイの海 Ruby no Tsuki Hisui no Umi
4. Roundabout Drive
5. Pool
6. N. Y.
7. バニラ Vanilla
8. 夜気 Yuki
9. パンジー Pansy
10. レインフォレスト Rain Forest
11. 神様の午後 Kamisama no Gogo
12. Tune
13. 砂の岸辺 Suna no Kishibe